# Musikfest
Als Musikfeste in größerem Stil werden Aufführungen großer Chor- und Orchesterwerke mit ausnahmsweise verstärktem Chor und Orchester bezeichnet; sie reichen, abgesehen von einzelnen Gelegenheitsarrangements bei Huldigungen etc., nicht über das 18. Jahrhundert zurück.
Die ältesten Musikfeste sind
- die "Sons of the Clergy Festivals" in der St Paul’s Cathedral in London (seit 1709)
- die "Three Choirs Festivals" der englischen Städte Gloucester, Worcester und Hereford in alljährlichem Wechsel (seit mindestens 1719)
- die alljährlichen Aufführungen von Händels "Messias" in London (seit 1749)
- die Musikfeste in Birmingham (seit 1768, fast regelmäßig alle drei Jahre)
- die Händel-Feste in der Westminster Abbey (1784, 1785, 1786, 1787 und 1791)
- die Musikfeste in York (seit 1791 alljährlich bis 1802 und anschließend wieder seit 1823)
- die Musikfeste der Tonkünstlersocietät in Wien (seit 1772 alle Jahre zweimal)
- die thüringischen Musikfeste in Frankenhausen 1810 (Spohr) und in Erfurt 1811
- die niederrheinischen Musikfeste (seit 1817, anfangs zwischen Elberfeld (heute zu Wuppertal) und Düsseldorf wechselnd, bis 1821 Köln und 1825 Aachen in den Turnus eintraten, während Elberfeld 1827 ausschied)

Jüngeren Ursprungs sind die Musikfeste zu Birmingham, Leeds, Liverpool und Bristol (alle drei Jahre), die Händel-Feste der Sacred Harmonic Society im Londoner Kristallpalast (alle drei Jahre seit 1859), die Tonkünstlerversammlungen des "Allgemeinen deutschen Musikvereins", die schlesischen Musikfeste (seit 1876) und ab 1984 das WDR-Musikfest als Nachfolgeveranstaltung der Niederrheinischen Musikfeste etc.
Seit 1998 findet alljährlich im September und Oktober das Internationale Beethovenfest Bonn statt.